# Eusarca nubilata
Eusarca nubilata là một loài bướm đêm trong họ Geometridae.